# Sven Munthe
För andra betydelser, se Sven Munthe (olika betydelser).
Sven Abraham Munthe, född 11 april 1787 i Karlshamn, död 15 april 1873 i Stockholm, var en svensk ämbetsman, son till Carl Magnus Munthe.
Munthe avlade hovrättsexamen i Lund 1805. Han var tillförordnad statssekreterare i Handels- och finansexpeditionen 1838–1840, expeditionschef i Finansdepartementet 1840–1842 och finansminister 1842–1848. Munthe var tillförordnad president i Kammarkollegium 1848–1850 och ordinarie president 1850–1864. Han vilar på Norra begravningsplatsen utanför Stockholm.